# スパイキー (パチスロメーカー)
株式会社スパイキー（英: Spiky Corporation）は、日本のパチスロ機メーカー。株式会社クロスアルファの子会社。

## 略歴
会社設立は2001年だが、2006年にパチスロ機メーカーの業界団体である日本電動式遊技機工業協同組合に加盟し、翌2007年にパチスロ機市場に参入。その後3年ほどブランクが空くが、2010年にスロットマシン大手のアリストクラートテクノロジーズ（後のクロスアルファ）傘下となったことでパチスロ機の開発・販売を再開。
2015年6月に親会社のアリストクラートテクノロジーズがフィールズ（後の円谷フィールズホールディングス）に買収されたため、同社もそれに伴い円谷フィールズホールディングス傘下となっている。

## パチスロ機種一覧
出典：パチスロ機種情報（パチンコビレッジ）／機種インデックス（P-WORLD）

### 5号機～5.9号機
| 機種名                               | 発売年月   | 備考                                               |
| ------------------------------------ | ---------- | -------------------------------------------------- |
| 新装開店 パチってスロット            | 2007年11月 | 新規参入機種                                       |
| 月面兎兵器ミーナ                     | 2010年11月 | 同社初のART機                                      |
| プロゴルファー猿                     | 2011年6月  |                                                    |
| BLACK LAGOON                         | 2012年2月  |                                                    |
| 鉄のラインバレル                     | 2012年6月  |                                                    |
| 学園黙示録 HIGHSCHOOL OF THE DEAD    | 2013年8月  |                                                    |
| 猛虎花形                             | 2013年10月 | アリストクラート「巨人の星」シリーズのスピンオフ機 |
| BLACK LAGOON2                        | 2015年3月  |                                                    |
| パチスロ超GANTZ                      | 2018年3月  | 5.9号機                                            |
| パチスロ天元突破グレンラガン極       | 2018年6月  | 5.9号機                                            |
| パチスロ花人-はなんちゅ-             | 2018年8月  | 5.9号機、開発は七匠                                |
| ロックマン アビリティ 史上最大の試練 | 2018年9月  | 5.9号機、開発はエンターライズ                      |
| BIOHAZARD INTO THE PANIC             | 2018年11月 | 5.9号機、開発はエンターライズ                      |

### 6号機
| 機種名                                                   | 発売年月   | 備考                                   |
| -------------------------------------------------------- | ---------- | -------------------------------------- |
| BLACK LAGOON4                                            | 2020年7月  | 開発：七匠                             |
| パチスロリングにかけろ1 ワールドチャンピオンカーニバル編 | 2020年9月  | 開発：エンターライズ                   |
| 絶対衝激III                                              | 2021年3月  | 開発：七匠                             |
| パチスロGANTZ極 THE SURVIVAL GAME                        | 2021年11月 | 開発：七匠                             |
| BLACK LAGOON ZERO bullet MAX                             | 2022年2月  |                                        |
| パチスロ 真俺の空                                        | 2022年12月 | 6.5号機                                |
| パチスロ織田信奈の野望 全国版                            | 2023年7月  | 6.5号機、新日テクノロジー製、設定L搭載 |
| L東京喰種                                                | 2025年2月  | スマスロ、クロスアルファ製             |
| L絶対衝激〜PLATONIC_HEART〜                              | 2025年6月  | スマスロ、新日テクノロジー製           |
| Lダーリン・イン・ザ・フランキス                          | 2025年8月  | スマスロ                               |